# Euphorbia lagunensis
Euphorbia lagunensis är en törelväxtart som beskrevs av Michael J. Huft. Euphorbia lagunensis ingår i släktet törlar, och familjen törelväxter. Inga underarter finns listade i Catalogue of Life.